# نسب النبي محمد
ٱعتَنَىٰ النَّسَّابُونَ والباحِثونَ، علىٰ مَرِّ القُرُونِ، بِنَسَبِ الرَّسُولِ مُحَمَّدٍ، فَدَوَّنُوا ما جاءَ في ذِكرِ آبائِهِ وأجدادِهِ. والرَّسُولُ مُحَمَّدٌ مِنْ قُرَيْشٍ، وهو مِنْ وَلَدِ إِسْمَاعِيلَ بْنِ إِِبْرَاهِيمَ، مِن عَدْنَانَ.

## نَسَبُ مُحَمَّدٍ
هُوَ مُحَمَّدُ بْنُ عَبْدِ ٱللّٰهِ بْنِ عَبْدِ ٱلْمُطَّلِبِ بْنِ هَاشِمِ بْنِ عَبْدِ مَنَافِ بْنِ قُصَيِّ بْنِ كِلَابِ بْنِ مُرَّةَ بْنِ كَعْبِ بْنِ لُؤَيِّ بْنِ غَالِبِ بْنِ فِهْرِ بْنِ مَالِكِ بْنِ ٱلنَّضْرِ بْنِ كِنَانَةَ بْنِ خُزَيْمَةَ بْنِ مُدْرِكَةَ بْنِ إِلْيَاسَ بْنِ مُضَرَ بْنِ نِزَارِ بْنِ مَعَدِّ بْنِ عَدْنَانَ مِنْ ذُرِّيَّةِ إِسْمَاعِيلَ بْنِ إِبْرَاهِيمَ.
وَنَسْلُ ٱلرَّسُولِ مُحَمَّدٍ مُمْتَدٌّ فِي ذُرِّيَّةِ: فَاطِمَةَ بِنْتِ مُحَمَّدٍ، وَعَلِيِّ بْنِ أَبِي طَالِبٍ.

## عَبْدُ ٱللّٰهِ
وهو والد رسول الإسلام وامه  فاطمة بنت عمرو المخزومية القرشية وقد كان أفضل إخوته خلقا وأحسنهم وصفا ومن أصغرهم سنا حتى كانت تحبه قريش كلها وتزوج بآمنة بنت وهب وكانت من أشرف نساء قريش وقتها بعد ما نجا من الذبح.

### قصة الذبح
نذر عبد المطلب بن هاشم إلى الله نذرا أنه إذا اعطاه الله عشرا من الرجال حتى يمنعونه سيذبح أحدهم لله عند صنم بالكعبة فلما اكتمل له بنوه وشبوا حكى لهم نذره لله فأجابوه لذلك فأمرهم أن يأتوا بالقداح وكل واحد منهم يضع اسمه على قدح منهم ثم تضرب الأقداح ووقع الاختيار على عبد الله وهم عبد المطلب ليذبح ابنه ولكن لحب قريش له منعته وأشارت عليه بأن يأتي عرافا فيستشيره في أمره هذا فاستحسن الفكرة لأنه كان أحب أولاده إليه وذهب إلى عرافة كانت قريش يستفتونها في أمورهم فأشارت عليه بأن يرمي القداح مره أخرى بين عبد الله وعشره من الإبل فإن جاءت بعبد الله مره أخرى فليزد عشرا من الإبل.
ففعل عبد المطلب وكل مره يضرب القداح تأتي بعبد الله وهو يزيد الإبل حتى وصلوا المائه فكانت فديته مائه من الإبل. ورجع عبد المطلب بابنه فرحا بعد ما ذبح 100 من الإبل عند الكعبة. وأراد بعدها أن يزوجه فزوجه بآمنه بنت وهب الزهري كما ذكرنا، فتزوجها وسافر إلى الشام للتجارة بعدها ثم رجع بمرض شديد حتي توفي قبل ميلاد الرسول.

## عَبْدُ ٱلْمُطَّلِبِ
جد رسول الله واسمه شيبة الحمد وذلك لبياض شعره وكان منه ما ذكرنا من الولد وما حدث مع ابنه عبد الله وسبب تسميته عبد المطلب هو أن أباه هاشم تزوج من امرأة من أشراف بني النجار من المدينة وكانت تشترط أن تبقى هناك وكان هاشم يرحل بتجارته للشام ويتركها ثم عند عبوره بالمدينة كان يمكث معها فولدت له شيبه الحمد ولما كبر الولد وكان يلعب مع صبيان قومه فيغلبهم يقول دائما أنا ابن هاشم تفاخرا وسمعه رجل من قريش مارا فرجع مكة يخبر عمه المطلب فما لبث أن ذهب المطلب إلى المدينة وعرف ابن أخيه وقال له أنا عمك وأريدك أن ترجع معي إلى مكة وتأخذ ملك أبيك الذي تركه لك وطفق به راجعا إلى مكة مردفاً إياه خلفه على راحلته وكان المطلب عندما تسأله الناس في مكة من هذا الغلام؟ فيقول هذا عبد لي أحضرته من الشام حتى عرف بعبد المطلب ثم عرف بعد ذلك أنه ابن هاشم لأن بعض قريش حاول الاستيلاء على ما تركه له أبوه فاستنجد بأخواله من بني النجار فأجابوه فكانت له منعة وهيبة في قريش بعدها.

## هَاشِمٌ
واسمه عمرو وسمي هاشم لأنه أول من هشم الثريد لقومه بمكة وأطعمهم وقيل في ذلك:
وهاشم هو أول من سن رحلتي الشتاء والصيف، وهو الذي رحل لفلسطين وجاء بالدقيق وقدم به مكة وأطعم أهلها عند قحطهم وجوعهم. وولي هاشم عن أبيه السقاية والرفادة، ووليها بعده أخوه المطلب بن عبد مناف.

## عَبْدُ مَنَافٍ
واسمه المغيره وكان يقال له القمر من شدة جماله، وله ثلاثة إخوة وهم عبد العزى وعبد الدار وعبد قصي.

## قُصَيٌّ
واسمه زيد وسمي قصي لأن ربيعة بن حرام العذري وهو رجل من أشراف الشام تزوج من أمه فاطمة بنت سعد الكلبية بعدما مات أبوه كلاب وأخذه وأمه وهو رضيع إلى أرض بني عذره بالشام (بحاجة إلى مصدر) ومكث فيها حتى شب ولذلك سمي قصي لبعده عن قومه بمكة والقاصي هو البعيد.
كان قصي بينه وبين رجل من قضاعة في الشام شيء فقال له القضاعي أنت لست منا فإرجع إلى قومك فرجع إلى أمه مهموما وسألها عن نسبه فقالت له والله يا بني أنت أحسن منه نسبا فأنت ابن كلاب بن مره بن... وسردت له نسبه إلى إسماعيل بن إبراهيم. وبعدها قرر قصي أن يلحق بقومه في مكة وبالفعل ذهب لمكة وتزوج ابنة حليل الخزاعي وكان حليل يلي أمر الكعبة ومكة.
فأقام قصى معه - يعنى مع حليل – وولدت له ولده عبد الدار وعبد مناف وعبد العزى وعبدا بنى قصى. فلما انتشر ولده وكثر ماله وعظم شرفه هلك حليل بن حبشية فرأى قصى أنه أولى بالكعبة وأمر مكة من خزاعة وبني بكر بن عبد مناة من كنانة وأن قريشا فرعة إسماعيل بن إبراهيم وصريح ولده، فكلم رجالا من قريش وبنى كنانة، ودعاهم إلى إخراج خزاعة وبنى بكر من مكة.
فلما قبلوا منه ما دعاهم اليه وبايعوه عليه، كتب إلى أخيه من أمه رزاح بن ربيعة بن حرام – وهو ببلاد قومه – يدعوه إلى نصرته، والقيام معه فقام رزاح بن ربيعة في قضاعة، فدعاهم إلى نصر أخيه والخروج معه إليه فأجابوه إلى ما دعاهم من ذلك.
وقال ابن هشام في خبره: قدم قصى على أخيه زهرة وقومه فلم يلبث أن ساد، وكانت خزاعة بمكة أكثر من بنى النضر فأستنجد قصى أخاه رزاحا، وله ثلاثة أخوة من أبيه من امرأة أخرى، فأقبل بهم وبمن أجابه من أحياء قضاعة ومع قصى قومه بنى النضر، فنفوا خزاعة.
فتزوج قصي حبى بنت حليل بن حبشية من خزاعة، فولدت له أولاده الأربعة، وكان حليل آخر من ولى البيت، فلما ثقل جعل ولاية البيت إلى ابنته حبى، فقالت: قد علمت أنى لا أقدر على فتح الباب وإغلاقه قال: فأني أجعل الفتح والاغلاق إلى رجل يقوم لك به، فجعله إلى أبى غبشان – وهو سليم بن عمرو بن بوى بن ملكان بن أفصى - فاشترى قصى ولاية البيت منه بزق خمر وبعود.
فلما رأت خزاعة كثروا على قصى، فاستنصر أخاه فقاتل خزاعة، فبلغنا أن خزاعة أخذتها العدسة حتى كادت تفنيهم، فلما رأت ذلك جلت عن مكة، فمنهم من وهب مسكنه ومنهم من باع ومنهم من أسكن. فولى قصي البيت وأمر مكة والحكم بها وجمع قبائل قريش فأنزلهم أبطح مكة. وكان بعضهم في الشعاب ورؤوس جبال مكة، فقسم منازلهم بينهم، فسمى مجمعا. وله يقول مطرود – وقيل: ان قائله حذافة بن غانم:
وملكه قومه عليهم.
وأما ابن إسحاق، فإنه ذكر أن رزاحا أجاب قصيا إلى ما دعاه اليه من نصرته، وخرج إلى مكة مع أخوته الثلاثة ومن تبعه لذلك من قضاعة في حاج العرب وهم مجموعون لنصر قصي والقيام معه.
قال: وخزاعة تزعم أن حليل بن حبشية أوصى بذلك قصيا وأمره به حين انتشر له من ابنته من الأولاد ما انتشر، وقال: أنت أولى بالكعبة والقيام عليها وبأمر مكة من خزاعة فعند ذلك طلب قصى ما طلب. فلما اجتمع الناس بمكة وخرجوا إلى الموقف وفرغوا من الحج ونزلوا منى وقصى مجمع لما أجمع له ومن تبعه من قومه من قريش وبنى كنانةومن معه من قضاعة. ولم يبق إلا أن ينفروا للصدر، وكانت صوفة تدفع بالناس من عرفة وتجيزهم إذا نفروا من منى، إذا كان يوم النفر أتوا لرمى الجمار – ورجل من صوفة يرمى للناس لا يرمون حتى يرمى - فكان ذووا الحاجات المعجلون يأتونه فيقولون له: قم فأرم حتى نرمى معك، فيقول: لا والله حتى تميل الشمس، فيظل ذووا الحاجات الذين يحبون التعجيل. يرمونه بالحجارة ويستعجلونه بذلك، ويقولون: ويلك قم فأرم فيأبى عليهم. حتى إذا مالت الشمس قام فرمى ورمى الناس معه.
فإذا فرغوا من رمى الجمار، وأرادوا النفر من منى. أخذت صوفة بناحيتى العقبة، فحبسوا الناس وقالوا أجيزى صوفة، فلم يجز أحد من الناس حتى ينفدوا، فاذا نفرت صوفة ومضت خلى سبيل الناس، فانطلقوا بعدهم. فلما كان ذلك العام، فعلت ذلك صوفة كما كانت تفعل، قد عرفت ذلك لها العرب وهو دين في أنفسهم في عهد جرهم وخزاعة وولايتهم. أتاهم قصى بن كلاب بمن معه من قومه من قريش وكنانة وقضاعة عند العقبة فقالوا نحن أولى بهذا منكم، فناكروه فناكرهم فقاتلوه فاقتتل الناس قتالا شديدا، ثم انهزمت صوفة وغلبهم قصى على ما كان بأيديهم من ذلك. وحال بينهم وبينه.
قال: وانحازت عند ذلك خزاعة وبنو بكر عن قصى بن كلاب، وعرفوا أنه سيمنعهم كما منع صوفة، وأنه سيحول بينهم وبين الكعبة وأمر مكة فلما انحازوا عنه باداهم وأجمع لحربهم، وثبت معه أخوه رزاح بن ربيعة بمن معه من قومه من قضاعة، وخرجت لهم خزاعة وبنو بكر وتهيئوا لحربهم، والتقوا فاقتتلوا قتالا شديدا حتى كثرت القتلى من الفريقين جميعا وفشت فيهم الجراحة. ثم أنهم تداعوا إلى الصلح، إلى أن يحكموا بينهم رجلا من العرب فيما أختلفوا فيه ليقضى بينهم. فحكموا يعمر بن عوف بن كعب بن ليث بن بكر بن عبد مناة بن كنانة فقضى بينهم بأن قصيا أولى بالكعبة وأمر مكة من خزاعة، وأن كل دم أصابه قصي من خزاعة وبنى بكر موضوع يشدخه تحت قدميه، وأن ما أصابت خزاعة وبنو بكر من قريش وبنى كنانة وقضاعة ففيه الدية مؤداه وأن يخلى بين قصي بن كلاب وبين الكعبة ومكة. فسمى يعمر بن عوف يومئذ الشداخ، لما شدخ من الدماء ووضع منها. فولى قصى البيت وأمر مكة وجمع قومه من منازلهم إلى مكة وتملك على قومه وأهل مكة فملكوه، فكان قصى أول ولد كعب بن لؤى أصاب ملكا أطاع له به قومه.
فكانت إليه الحجابة والسقاية والرفادة والندوة واللواء، فحاز شرف مكة كله، وقطع مكة أرباعا بين قومه فأنزل كل قوم من قريش منازلهم من مكة التي أصبحوا عليها.
عن ابن إسحاق، قال: ويزعم الناس أن قريشا هابت قطع شجر الحرم في منازلهم، فقطعها قصى بيده، وأعانوه فسمته العرب مجمعا لما جمع من أمرها وتيمنت بأمره فما تنكح امرأة ولا رجل من قريش إلا في دار قصي بن كلاب. وما يتشاورون في أمر ينزل بهم إلا في داره ولا يعقدون لواء لحرب قوم من غيرهم إلا في داره، يعقدها لهم بعض ولده. وما تدرع جارية إذا بلغت أن تدرع من قريش إلا في داره يشق عليها فيها درعها ثم تدرعه ثم ينطلق بها إلى أهلها. فكان أمره في قومه من قريش في حياته وبعد موته كالدين المتبع، لا يعمل بغيره تيمنا بأمره ومعرفة بفضله وشرفه، واتخذ قصى لنفسه دار الندوة وجعل بابها إلى مسجد الكعبة، ففيها كانت قريش تقضى أمورها.
فأقام قصي بمكة على شرفه ومنزلته في قومه لا ينازع في شأن أمر مكة، إلا أنه قد أقر للعرب في شأن حجهم ما كانوا عليه وذلك لأنه كان يراه دينا في نفسه، لا ينبغى له تغييره. وكانت صوفة على ما كانت عليه حتى انقرضت صوفة، فصار ذلك من أمرهم إلى آل صفوان بن الحارث بن شجنة وراثة. وكانت عدوان على ما كانت عليه، وكانت النسأة من بنى مالك بن كنانة على ما كانوا عليه، ومرة بن عوف على ما كانوا عليه، فلم يزالوا على ذلك حتى قام الإسلام، فهدى الله به ذلك كله.
وابتنى قصى دارا بمكة وهي دار الندوة وفيها كانت قريش تقضى أمورها. فلما كبر قصى ورق عظمه – وكان عبد الدار بكره وأكبر ولده وكان فيما يزعمون – ضعيفا، وكان عبد مناف قد شرف في زمان أبيه، وذهب كل مذهب وعبد العزى بن قصى وعبد بن قصى. فقال قصى لعبد الدار فيما يزعمون: أما والله لألحقنك بالقوم، وإن كانوا قد شرفوا عليك لا يدخل رجلا منهم الكعبة حتى تكون أنت تفتحها، ولا يعقد لقريش لواء لحربهم إلا أنت بيدك، ولا يشرب رجل بمكة ماء إلا من سقايتك، ولا يأكل أحد من أهل الموسم طعاما إلا من طعامك، ولا تقطع قريش أمورها الا في دارك.
فأعطاه داره، دار الندوة التي لا تقضى قريش أمرا الا فيها، وأعطاه الحجابة واللواء والندوة والسقاية والرفادة – وكانت الرفادة خرجا تخرجه قريش في كل موسم من أموالها إلى قصى بن كلاب، فيصنع به طعاما للحاج يأكله من لم تكن له سعة ولا زاد ممن يحضر الموسم، وذلك أن قصيا فرضه على قريش، فقال لهم حين أمرهم به: يامعشر قريش، إنكم جيران الله وأهل بيته الحرام وأن الحاج ضيف الله وزوار بيته، وهم أحق الضيف بالكرامة، فاجعلوا لهم شرابا وطعاما أيام هذا الحج حتى يصدروا عنكم، ففعلوا فكانوا يخرجون لذلك كل عام من أموالهم فيدفعونه اليه، فيصنعه طعاما للناس أيام منى، فجرى ذلك من أمره على قومه في الجاهلية حتى قام الإسلام، ثم جرى في الإسلام إلى يومك هذا فهو الطعام الذي يصنعه السلطان كل عام بمنى حتى ينتهى الحج.

## كِلَابٌ
وأم كلاب – فيما ذكر- هند بنت سرير بن ثعلبة بن الحارث بن فهر بن مالك بن النضر بن كنانة. وله أخوان من أبيه من غير أمه. وهما تيم ويقظة، أمهما- فيما قال هشام بن الكلبى – أسماء بنت عدى بن حارثة بن عمرو بن عامر بن بارق. وأما ابن إسحاق فأنه قال: أمهما هند بنت حارثة البارقية. قال: ويقال: بل يقظة لهند بنت سرير أم كلاب.

## مُرَّةُ

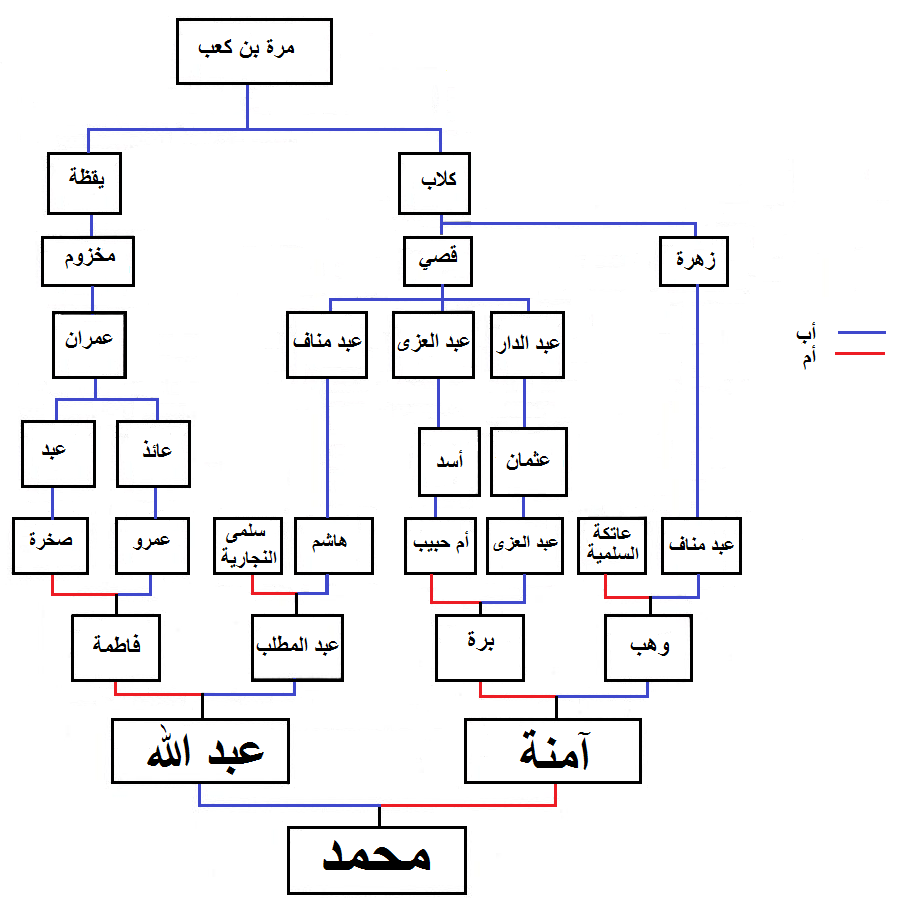
علاقة مرة بن كعب بنسب النبي محمد.

ومرة هو الجد المشترك لأجداد النبي الأربعة، وأم مرة وحشية بنت شيبان بن محارب بن فهر بن مالك بن النضر بن كنانة، وأخواه لأبيه وأمه عدى وهصيص. وقيل أن أم هؤلاء الثلاثة مخشية. وقيل أن أم مرة وهصيص مخشية بنت شيبان بن محارب بن فهر بن مالك بن النضر، وأم عدى رقاش بنت ركبة بن نائلة بن كعب بن حرب بن تيم بن سعد بن فهم بن عمرو بن قيس بن عيلان.

## كَعْبٌ
وأم كعب ماوية – فيما قال ابن إسحاق وابن الكلبي – وماوية بنت كعب بن القين بن جسر بن شيع الله بن أسد بن وبرة بن تغلب بن حلوان بن عمران بن الحاف بن قضاعة، وله أخوان من أبيه وأمه: أحدهما يقال له عامر والآخر سامة، وهم بنو ناجية. ولهم من أبيهم أخ قد انتمى ولده إلى غطفان ولحقوا بهم، كان يقال له: عوف. أمه البردة بنت عوف بن غنم بن عبد الله بن غطفان. ذكر أن الباردة لما مات لؤى بن غالب خرجت بابنها عوف إلى قومها، فتزوجها سعد بن ذبيان بن بغيض، فتبنى عوفا وفيه يقول – فيما ذكر – فزارة بن ذبيان:
ولكعب أخوان أخران أيضا من أبيه من غير أمه، أحدهما خزيمة وهو عائذة قريش، وعائذة أمه. وهي عائذة بنت الخمس بن قحافة من خثعم والآخر سعد. ويقال لهم بنانة، وبنانة أمهم فأهل البادية منهم اليوم – فيما ذكر – في بنى أسعد بن همام وفي بنى شيبان بن ثعلبة، وأهل الحاضرة ينتمون إلى قريش.

## لُؤَيٌّ
وأم لؤى – فيما قال ابن هشام – عاتكة بنت يخلد بن النضر بن كنانة، وهي أولى العواتك اللائى ولدن رسول الله من قريش. وله أخوان من أبيه وأمه يقال لأحدهما: تيم وهو الذي كان يقال له تيم الأدرم – والدرم نقصان في الذقن، قيل أنه ناقص اللحى – وقيس قيل لم يبق من قيس أخى لؤى أحد، وان أخر من كان بقى منهم رجل هلك في زمان خالد بن عبد الله القسري فبقى ميراثه لا يدرى من يستحقه. وقد قيل: ان أم لؤى واخوته سلمى بنت عمرو بن ربيعة، وهو لحى بن حارثة بن عمرو مزيقياء بن عامر ماء السماء من خزاعة.

## غَالِبٌ
وأم غالب ليلى بنت الحارث بن تميم بن سعد بن هذيل بن مدركة. وأخوته من أبيه وأمه: الحارث ومحارب وأسد وعوف وذئب وكانت محارب والحارث من قريش الظواهر، فدخلت الحارث الأبطح.

## فِهْرٌ
أمه جندلة بنت عامر بن الحارث بن مضاض الجرهمي. وكان أبو عبيدة معمر بن المثنى يقول – فيما ذكر عنه – أمه سلمى بنت أد بن طابخة بن الياس بن مضر وقيل جميلة بنت عدوان من بارق من الأزد. وكان فهر في زمانه رئيس قبائل قريش وكنانة وأسد وهم بنو خزيمة بن مدركة في حربهم حسان بن عبد كلال بن مثوب ذى حرث الحميرى.
وكان حسان فيما قيل أقبل من اليمن مع حمير وقبائل من اليمن عظيمة، يريد أن ينقل أحجار الكعبة من مكة إلى اليمن ليجعل حج الناس عنده ببلاده، فأقبل حتى نزل بنخلة. فأغار على سرح الناس ومنع الطريق وهاب أن يدخل مكة.
فلما رأت ذلك قريش وقبائل كنانة ومن كان معهم من أفناء مضر، خرجوا إليه فاقتتلوا قتالا شديدا فهزمت حمير، وأسر حسان بن عبد كلال ملك حمير، أسره الحارث بن فهر وقتل في المعركة فيمن قتل من الناس ابن ابنه قيس بن غالب بن فهر، وكان حسان عندهم بمكة أسيرا ثلاث سنين حتى افتدى منهم نفسه، فخرج به فمات بين مكة والمدينة.

## مَالِكٌ
وأمه عركشة بنت عدوان وهو الحارث بن عمرو بن قيس بن عيلان، في قول ابن هشام. وأما ابن اسحاق فأنه قال: أمه عاتكة بنت عدوان بن عمرو بن قيس بن عيلان. وقيل: أن عكرشة لقب عاتكة بنت عدوان، واسمها عاتكة. وقيل أن أمه هند بنت فهم بن عمرو بن قيس بن عيلان. وكان لمالك أخوان يقال لأحدهما يخلد، فدخلت يخلد في بنى عمرو بن الحارث بن مالك بن كنانة، فخرجوا من جماع قريش. والآخر منهما يقال له: الصلت لم يبق من ذريته أحد.

## ٱلنَّضْرُ
واسم النضر قيس، وأمه برة بنت مر بن أد بن طابخة. إخوته لأبيه وأمه نضير ومالك وملكان وعامر والحارث وعمرو وسعد وعوف وغنم ومخزمة وجرول وغزوان وحدال. وأخوهم من ابيهم عبد مناة وأمه فكيهة وقيل فكهة- وهي الذفراء بنت هنى بن بلى بن عمرو بن الحاف بن قضاعة. وأخو عبد مناة لأمه على بن مسعود بن مازن بن ذئب بن عدى بن عمرو بن مازن الغسانى، وكان عبد مناة بن كنانة تزوج هندا بنت بكر بن وائل، فولدت له ولده ثم خلف عليها أخوه لأمه على بن مسعود، فولدت له فحضن على بنى أخيه فنسبوا اليه. فقيل لبنى عبد مناة: بنو على. وإياهم عنى الشاعر بقوله:
وكعب بن زهير بقوله:
ثم وثب مالك بن كنانة على على بن مسعود فقتله، فوداه أسد بن خزيمة.
وقيل سميت قريش قريشا بقريش بن بدر بن يخلد بن الحارث بن يخلد بن النضر بن كنانة، وبه سميت قريش قريشا، لأن عير بنى النضر كانت إذا قدمت قالت العرب: قد جاءت عير قريش. قالوا: وكان قريش هذا دليل بنى النضر في أسفارهم وصاحب ميرتهم، وكان له ابن يسمى بدرا، احتقر بدرا، قالوا: فيه سميت البئر التي تدعى بدر بدراً.
وقال ابن الكلبى: إنما قريش جماع نسب، ليس بأب ولا أم ولا حاضن ولا حاضنة. وقال أخرون: إنما سمى بنو النضر بن كنانة قريشا، لأن النضر بنكنانة خرج يوما على نادى قومه، فقال بعضهم لبعض: انظروا إلى النضر كأنه جمل قريش.
وقيل إنما سميت قريش قريشا بدابة تكون في البحر تأكل دواب البحر تدعى القرش، فشبه بنو النضر بن كنانةبها لأنها أعظم دواب البحر قوة. وقيل: أن النضر بن كنانة كان يقرش عن حاجة الناس فيسدها بماله، والتقريش – فيما زعموا – التفتيش. وكان بنوه يقرشون أهل الموسم عن الحاجة فيسدونها بما يبلغهم –واستشهدوا لقولهم: ان التقريش هو التفتيش، بقول الشاعر:
وقيل: أن النضر بن كنانة كان اسمه قريشا. وقيل: بل لم تزل بنو النضر بن كنانة يدعون بنى النضر حتى جمعهم قصى بن كلاب، فقيل لهم قريش من أجل أن التجمع هو القرش، فقالت العرب: تقرش بنو النضر أي قد تجمعوا.
وقيل: إنما قيل قريش من أجل أنها تقرشت عن الغارات. وعن سعيد بن محمد بن جبير بن مطعم، أن عبد الملك بن مروان سأل محمد بن جبير: متى سميت قريش قريشا؟ قال: حين اجتمعت إلى الحرم من تفرقها، فذلك التجمع التقرش. فقال عبد الملك: ما سمعت هذا. ولكن سمعت أن قصيا كان يقال له القرشي، ولم تسم قريش قبله.

## كِنَانَةُ
وأم كنانة عوانة بنت سعد بن قيس بن عيلان. وقد قيل: أن أمه هند بنت عمرو بن قيس، وأخوته من أسد وأسدة، يقال أنه أبو جذام والهون، وأمهم برة بنت مر بن أد بن طابحة، وهي أم النضر بن كنانة، خلف عليها بعد أبيه. وإليه تنتسب قبيلة كنانة.

## خُزَيْمَةُ
وأمه سلمى بنت سليم بن الحاف بن قضاعة، وأخوه لأبيه وأمه هذيل، وأخوهما لأمهما تغلب بن حلوان بن عمران بن الحاف بن قضاعة. وقد قيل: أن أم خزيمة وهذيل سلمى بنت أسد بن ربيعة.

## مُدْرِكَةُ
واسمه عامر، وأمه خندف وهي ليلى بنت حلوان بن عمران بن الحافي بن قضاعة. وأمها ضرية بنت ربيعة بن نزار. قيل: بها سمى حمى ضرية.
وأخوة مدركة لأبيه وأمه عمرو- وهو طابخة – وعمير- وهو قمعة – ويقال: أنه أبو خزاعة. حدثنا ابن حميد، قال: حدثنا سلمة، عن ابن اسحاق أنه قال: أم بنى إلياس خندف وهي امرأة من أهل اليمن فغلبت على نسب بنيها فقيل: بنو خندف. قال: وكان اسمه مدركة عامرا واسم طابخة عمرا. قال: وزعموا أنهما كانا في إبل لهما يرعيانها، فأقتنصا صيدا، فقعدا عليه يطبخانه وعدت عادية على إبلهما. فقال عامر لعمرو: أتدرك الإبل أو تطبخ هذا الصيد؟ فقال عمرو: بل أطبخ الصيد.
فلحق عامر الإبل، فجاء بها. فلما راحا على إبيهما، فحدثاه بشأنهما، قال لعامر: أنت مدركة، وقال لعمرو: أنت طابخة. وحدثت عن هشام بن محمد، قالوا: خرج الياس في نجعة له فنفرت ابله من أرنب، فخرج إليها عمرو فأدركها، فسمى مدركة، وأخذها عامر فطبخها فسمى طابخة، وانقمع عمير في الخباء فلم يخرج فسمى قمعة، وخرجت أمهم تمشى فقال لها: الياس أين تخندفين؟ فسميت خندف – والخندفة ضرب من المشى – قال وقال قصى بن كلاب: أمي خندف والياس أبى.
قال: وقال إلياس لعمرو ابنه: إنك قد أدركت ما طلبتا، ولعامر: وأنت قد انضجت ما طبختا، ولعمير: وأنت قد أسأت وانقمعتا.

## إِلْيَاسُ
وأمه الرباب بنت حيدة بن معد، وأخوه لأبيه وأمه الناس وهو عيلان، وسمى عيلان – فيما ذكر – لأنه كان يعاتب على جوده. فيقال له: لتغلبن عليك العيلة يا عيلان، فلزمه هذا الاسم. وقيل: بل سمى عيلان بفرس كانت له تدعى عيلان. وقيل: سمى بذلك لأنه ولد في جبل يسمى عيلان. وقيل: سمى بذلك لأنه حضنه عبد لمضر يدعى عيلان.

## مُضَرُ
وأمه سودة بنت عك، وأخوه لأبيه وأمه إياد، ولهما أخوان من أبيهما من غير أمهما وهما ربيعة وأنمار، وأمهما جدالة بنت وعلان بن جوشم بن جلهمة بن عمرو من جرهم.
وذكر بعضهم أن نزار بن معد لما حضرته الوفاة أوصى بنيه، وقسم ماله بينهم. فقال: يا بني هذه القبة – وهي قبة من آدم حمراء - وما أشبهها من مالى لمضر، فسمى مضر الحمراء. وهذا الخباء الأسود وما أشبهه من مالى لربيعة، فخلف خيلا دهما، فسمى الفرس. وهذه الخادم وما أشبهها من مالى لإياد – وكانت شمطاء – فأخذ البلق والنقد من غنمه. وهذه البرة والمجلس لأنمار يجلس فيه، فأخذ أنمار ما أصابه. فإن أشكل عليكم في ذلك شيء واختلفتم في القسمة فعليكم بالأفعى الجرهمى.
فاختلفوا في القسمة فتوجهوا إلى الأفعى، فبينما هم يسيرون في مسيرتهم إذ رأى مضر كلأ قد رعى، فقال: إن البعير الذي رعى هذا الكلأ لأعور. وقال ربيعة: هو أزور. قال إياد: هو أبتر. وقال أنمار: هو شرود. فلم يسيروا إلا قليلا حتى لقيهم رجل توضع به راحلته. فسألهم عن البعير فقال مضر: هو أعور؟ قال نعم، قال ربيعة: هو أزور؟ قال: نعم، قال إياد: هو أبتر؟ قال: نعم، قال أنمار: هو شرود؟ قال: نعم، قال: هذه صفة بعيرى، دلونى عليه.
فحلفوا له: ما رأوه، فلزمهم. وقال: كيف أصدقكم وأنتم تصفون بعيرى بصفته، فساروا جميعا حتى قدموا نجران، فنزلوا بالأفعى الجرهمى. فنادى صاحب البعير: هـؤلاء أصحاب بعيرى وصفوا لى صفته ثم قالوا: لم نره. فقال الجرهمى: كيف وصفتموه ولم تروه؟ فقال مضر: رأيته يرعى جانبا ويدع جانبا فعرفت أنه أعور. وقال ربيعة: رأيت إحدى يديه ثابتة الأثر فعرفت أنه أفسدها بشدة وطئه لازواره. وقال اياد: عرفت أنه أبتر باجتماع بعره، ولو كان ذيالا لمصع به. وقال أنمار: عرفت أنه شرود؛ لأنه يرعى المكان الملتف نبته، ثم يجوزه إلى مكان آخر أرق منه نبتا وأخبث.
فقال الجرهمى: ليسوا بأصحاب بعيرك فاطلبه، ثم سألهم: من هم؟ فأخبروه فرحب بهم فقال: أتحتاجون إلى وأنتم كما أرى. فدعا لهم بطعام فأكلوا وأكل، وشربوا وشرب. فقال مضر: لم أر كاليوم خمرا أجود، لولا أنها نبتت على قبر. وقال ربيعة: لم أر كاليوم لحما أطيب لولا أنه ربى بلبن كلب. وقال إياد: لم أر كاليوم رجلا أسرى لولا أنه لغير أبيه الذي يدعى له. وقال أنمار: لم أر كاليوم خبزاً أجود لولا أنّ التي عجنته حائض.
وكان الأفعى قد وكل بهم من يستمع كلامهم فأعلمه بما سمع منهم، فطلب صاحب شرابه وقال له: الخمر التي جئت بها ما قصتها؟ قال: هي من كرمة غرستها على قبر أبيك لم يكن عندنا شراب أطيب من شرابها، وقال للراعي: اللحم ما أمره؟ قال: من لحم شاة أرضعناها من كلبة ولم يكن في الغنم أسمن منها. فدخل داره وسأل الأمة التي عجنت العجين فأخبرته أنها حائض، ثم أتى أمه وسألها عن أبيه فأخبرته أنها كانت تحت ملك لا يولد له فكرهت أن يذهب الملك فأمكنت رجلاً نزل بهم من نفسها فوطئها فأتت به فعجب من أمرهم ودس عليهم من سألهم عما قالوا.
فقال مضر: إنما علمت أنها من كرمة غرست على قبر لأن الخمر إذا شربت أزالت الهم وهذه بخلاف ذلك لأنا لما شربناها دخل علينا الغم. وقال ربيعة: إنما علمت أن اللحم لحم شاة رضعت من لبن كلبة لأن لحم الضأن وسائر اللحوم شحمها فوق اللحم إلا الكلاب فإنها عكس ذلك فرأيته موافقاً له فعلـمت أنه لحم شاة رضعت من كلبة فاكتسب اللحم منها هذه الخاصية. وقال إياد: إنما علمت أن الملك ليس بابن أبيه الذي يدعى إليه لأنه صنع لنا طعاماً ولم يأكل معنا فعرفت ذلك من طباعه لأن أباه لم يكن كذلك، وقال أنمار: إنما علمت أن الخبز عجنته حائض لأن الخبز إذا فت انتفش في الطعام وهو بخلاف ذلك فعلمت أنه عجين حائض.
فأخبر الرجل الأفعى بذلك، فقال : ما هؤلاء إلاّ شياطين، ثم أتاهم فقال لهم: قصوا قصتكم، فقصوا عليه ما أوصاهم به أبوهم وما كان من اختلافهم. فقال: ما أشبه القبة الحمراء من مال فهو لمضر فصارت له الدنانير، والإبل وهي حمر فسميت مضر الحمراء، ثم قال: وما أشبه الخباء الأسود من دابة ومال فهو لربيعة، فصارت له الخيل، وهي دهم فسميت ربيعة الفرس ثم قال: وما أشبه الخادم وكانت شمطاء من مال فهو لإياد، فصارت له الماشية البلق من الخيل وغيرها، وقضى لأنمار بالدراهم والأرض فساروا من عنده على ذلك.

## نِزَارٌ
وقيل أن نزارا كان يكنى أبا إياد. وقيل: بل كان يكنى أبا ربيعة، أمه معانة بنت جوشم بن جلهمة بن عمرو، وإخوته لأبيه وأمه، قنص وقناصة وسنام وحيدان وحيدة وعبيد الرماح والضحاك وبه كان معد يكنى.

## مَعَدٌّ
وأم معد ـ فيما زعم هشام ـ مهدد بنت اللهم بن جلحب بن جديس. وقيل ابن طسم من ولد يقشان بن إبراهيم خليل الرحمن. حدثنا الحارث بن محمد، قال: حدثنا محمد بن سعد، قال: حدثنا هشام بن محمد، قال: حدثنى محمد بن عبد الرحمن العجلانى: وأخوته من أبيه وأمه الديث – ان الديث هو عك. وقيل: ان عكا هو ابن الديث ابن عدنان – وعدن ابن عدنان، فزعم بعض أهل الأنساب أنه صاحب عدن واليه تنسب وأن أهلها كانوا ولده فدرجوا. وأبين – وزعم بعضهم أنه صاحب أبين وأنها اليه تنسب، وأن أهلها كانوا ولده فدرجوا – وأد بن عدنان درج، والضحاك، والعى، وأم جميعهم أم معد. وقال بعض النسابة كان عك انطلق إلى سمران من أرض اليمن، وترك أخاه معدا وذلك أن أهل حضور لما قتلوا شعيب بن ذى مهدم الحضورى، بعث الله عليهم بختنصر عذابا، فخرج أميا وبرخيا، فحملا معدا، فلما سكنت الحرب رداه إلى مكة، فوجد معد اخوته وعمومته من بنى عدنان قد لحقوا بطوائف اليمن، وتزوجوا فيهم، وتعطفت عليهم اليمن بولادة جرهم اياهم.